# الیلم، ایلوکاس سور
الیلم، ایلوکاس سور (به لاتین: Alilem, Ilocos Sur) یک سکونتگاه مسکونی در فیلیپین است که در ایلوکوس جنوبی واقع شده‌است.

## خصوصیات
الیلم ۱۱۹٫۳۳ کیلومترمربع مساحت و ۶٬۶۴۰ نفر جمعیت دارد.